# New wave of British heavy metal
New wave of British heavy metal (afgekort tot NWOBHM) is een metalstroming die ontstaat na de tanende populariteit van de punk in Engeland eind jaren 70.
Muzikaal grijpt deze stroming terug op bands als Deep Purple, Led Zeppelin, Black Sabbath en Judas Priest. Deze stroming brengt grote namen voort, waarvan Motörhead, Def Leppard en Saxon tot de bekendste behoren. Het grootste succes is echter voor Iron Maiden. Na het doorbraak-album The number of the beast is Iron Maiden meer een 'op zichzelf staand' fenomeen en wordt de band minder geassocieerd met NWOBHM of een ander specifiek genre.
De NWOBHM wordt een van de populairste metalstromingen van begin jaren 80 en vormt de basis voor latere genres zoals de Amerikaanse Bay Area speedmetal en thrashmetal.

## Bands (kleine selectie)
- Angel Witch
- Aria (Ария)
- Atomkraft
- Def Leppard
- Girlschool
- Holocaust
- Iron Maiden
- Raven
- Samson
- Saxon
- Venom

Portaal · Categorie